# 小池聖一
小池 聖一（こいけ せいいち、1960年12月25日 ）は、日本の歴史学者。広島大学教授。専門は日本近代史、史料学、アーカイブズ学、日本外交史、図書館情報学、人文社会情報学。

## 人物・来歴
大阪府高槻市出身。1985年中央大学文学部史学科卒業。1990年中央大学大学院文学研究科博士後期課程単位取得退学、同年より外務事務官（外務省外交史料館  日本外交文書編纂担当官）、1995年広島大学総合科学部助教授、2008年同大学総合科学部及び同大学院国際協力研究科教授、2020年同大学院人間社会科学研究科教授。2003年「満州事変期、日本の対中国経済政策 :提携の蹉跌」で中央大学・博士（史学）。

## 著書
- 『満州事変と対中国政策』（吉川弘文館、2003年）
- 『近代日本文書学研究序説』（現代史料出版、2008年）
- 『アーカイブズと歴史学: 日本における公文書管理』（刀水書房、2020年）
- 『森戸辰男』（吉川弘文館〈人物叢書〉、2021年 ISBN 9784642053037）

## 論文
- <小池聖一